# Schleicher ASW 15

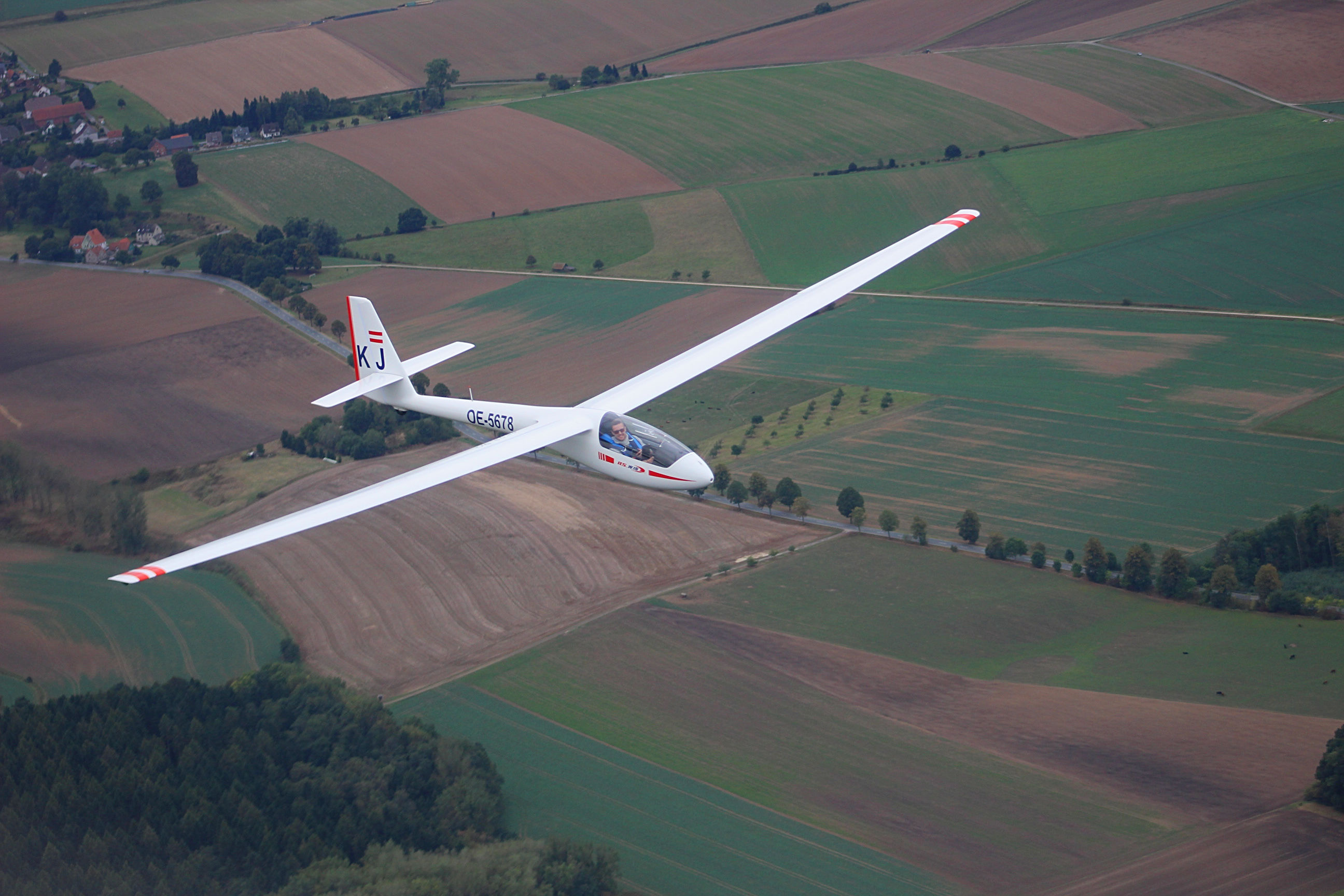
ASW 15 im Flug

Die Schleicher ASW 15 ist ein von Gerhard Waibel entworfenes und ab 1968 von Alexander Schleicher verkauftes Segelflugzeug in Glasfaser-Bauweise mit 15 Metern Spannweite. Es handelt sich um einen Schulterdecker mit Kreuzleitwerk und Pendelhöhenruder. Die ASW 15 löste die Ka 6 ab.
Um eine bessere Steuerbarkeit zu gewährleisten, wurde bei der Nachfolgeversion ASW 15B das Seitenruder um 11 cm nach oben vergrößert. Weiterhin wurden bei der ASW 15B Säcke für 90 kg Wasserballast in den Flächen vorgesehen.

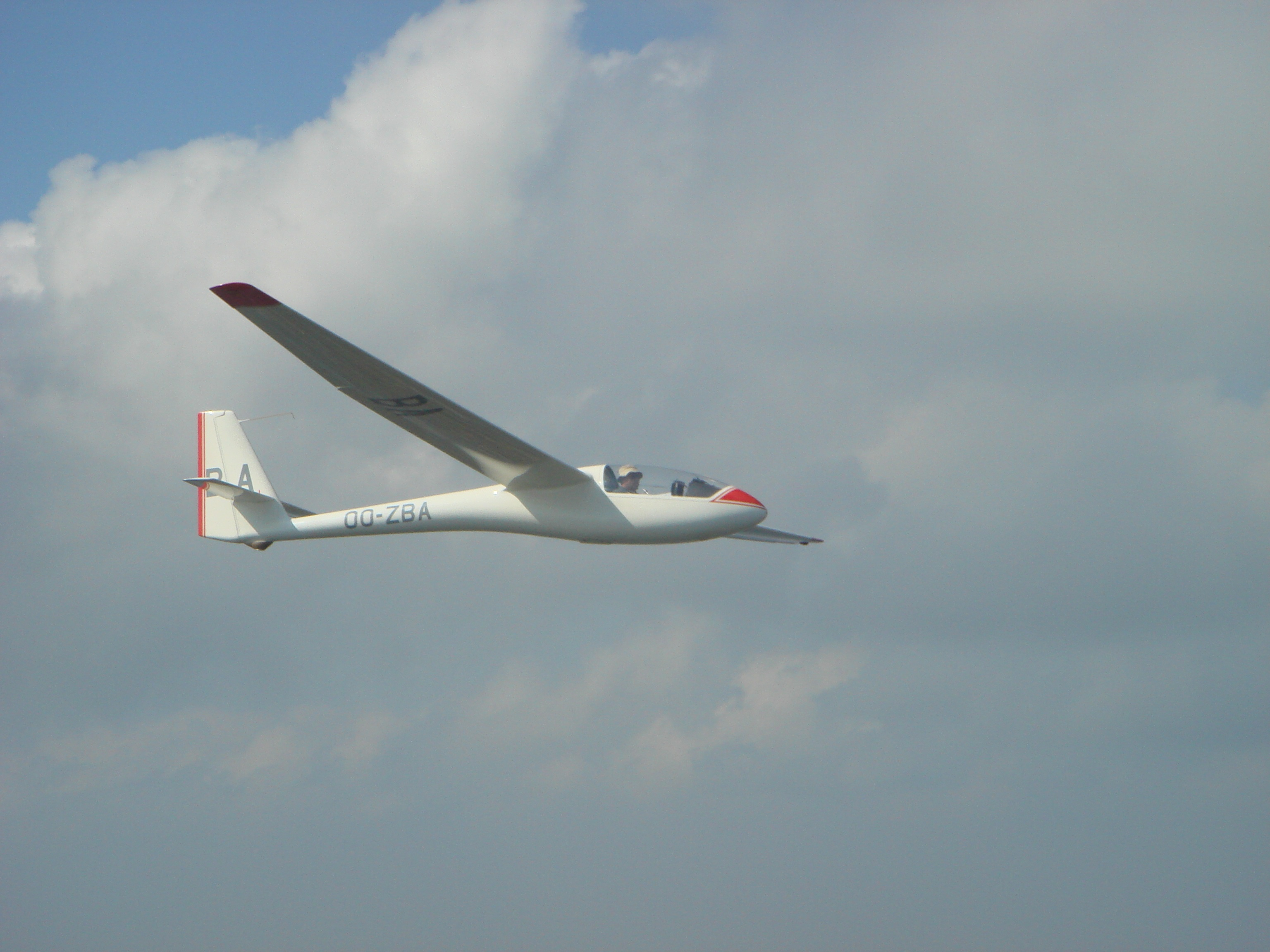
Schleicher ASW 15 im Flug

Die Flugeigenschaften sind im Allgemeinen als unproblematisch zu bezeichnen. Die Schwerpunktkupplung ist jedoch seitlich versetzt angeordnet, so dass beim Windenstart und beim Flugzeugschlepp deutlich vorgehalten werden muss, um ein Ausbrechen zu verhindern. Die ASW 15 fliegt sich ansonsten sehr angenehm, mit kleinen Ruderkräften, hoher Wendigkeit und steigt auch sehr gut. Beim Geradeausflug wird der Gleitwinkel bei höheren Geschwindigkeiten allerdings deutlich schlechter.
Durch die Verwendung von Balsaholz in den Flächen wurde eine einzelne ASW 15 von Pilzbefall betroffen, nach einer LTA mussten die ASW 15 auf diesen Befall überprüft werden. Ab der Seriennummer 356 wurde das Balsaholz durch Kunststoff ersetzt.
Die ASW 15 flog anfangs in der Standardklasse, heute jedoch in der Clubklasse.
Von der ASW 15M wurden nur zwei Exemplare (D-KIWB und D-KGHE) als Motorsegler zugelassen. Sie werden von einem Rotax 501 angetrieben. Des Weiteren wurden drei ASW 15 zur ASW 15 B umgebaut.
Durch die Ergänzung von Winglets erhält die ASW 15 B WL leicht verbesserte Flugeigenschaften im Langsamflug sowie eine noch höhere Querruderwirkung.

## Technische Daten
|                                 | ASW 15                                    | ASW 15 B                                  | ASW 15 M                                  |
| ------------------------------- | ----------------------------------------- | ----------------------------------------- | ----------------------------------------- |
| Erstflug                        | 20. April 1968                            | 1. Februar 1972                           |                                           |
| Spannweite                      | 15 m                                      | 15 m                                      | 15 m                                      |
| Flügelfläche                    | 11,00 m²                                  | 11,00 m²                                  | 11,00 m²                                  |
| Flügelstreckung                 | 20,45                                     | 20,45                                     | 20,45                                     |
| Rumpflänge                      | 6,45 m                                    | 6,48 m                                    | 6,48 m                                    |
| Flügelprofil                    | Wortmann FX 61-163 innen, FX 60-126 außen | Wortmann FX 61-163 innen, FX 60-126 außen | Wortmann FX 61-163 innen, FX 60-126 außen |
| Leermasse mit Mindestausrüstung | 210 kg                                    | 230 kg                                    |                                           |
| Wasserballast                   | –                                         | 90 kg                                     | –                                         |
| max. Abflugmasse                | 318 kg                                    | 408 kg                                    |                                           |
| Flächenbelastung                | 26 kg/m²                                  | 28–37 kg/m²                               |                                           |
| Zuladung Rumpf                  | 108 kg                                    | 115 kg                                    |                                           |
| Höchstgeschwindigkeit           | 220 km/h                                  | 220 km/h                                  | 220 km/h                                  |
| Mindestgeschwindigkeit          | 64 km/h                                   |                                           |                                           |
| geringstes Sinken               | 0,59 m/s bei 73 km/h                      | 0,63 m/s bei 77 km/h                      |                                           |
| bestes Gleiten                  | 36,5 bei 89 km/h                          | 36,5 bei 89 km/h                          | 36,5 bei 89 km/h                          |